# Синявець конюшиновий
Синявець конюшиновий (Lysandra bellargus) — вид денних метеликів родини синявцевих (Lycaenidae).

## Поширення
Вид поширений в Європі та Західній Азії. В Україні мозаїчно поширений по всій країні.

## Опис
Розмір метелика — 17 мм, довжина переднього крила 14-18 мм. Забарвлення крил самця зверху блакитне, блискуче. Самиця шоколадно-коричнева з окремими блакитними лусочками біля основи крил і помаранчевими плямами уздовж краю заднього крила, оточеними блакитними лусочками. Облямівка крил має пунктирне забарвлення. Низ крил коричнево-сірий з чорними і помаранчевими плямами.

## Галерея

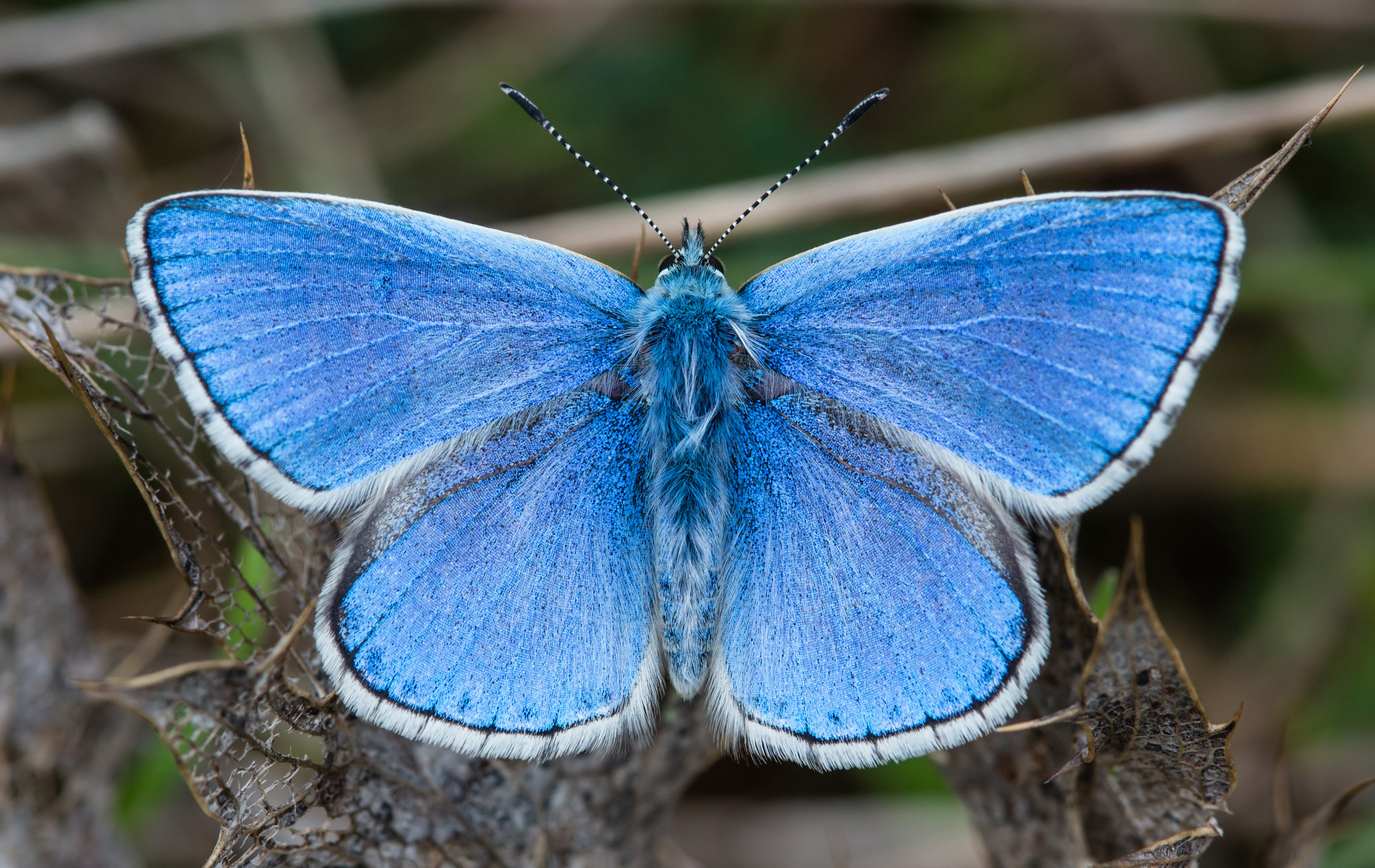
Самець
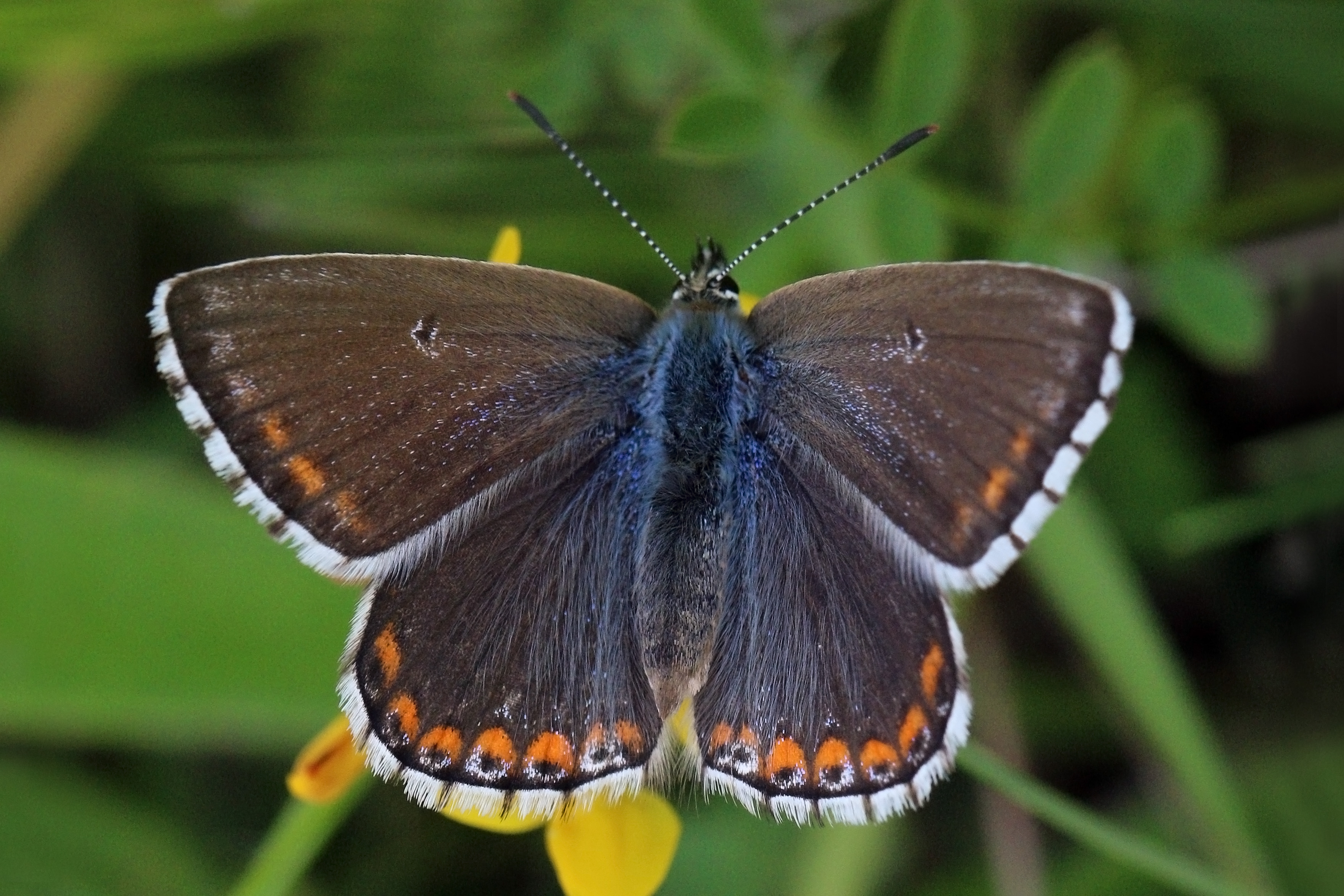
Самиця
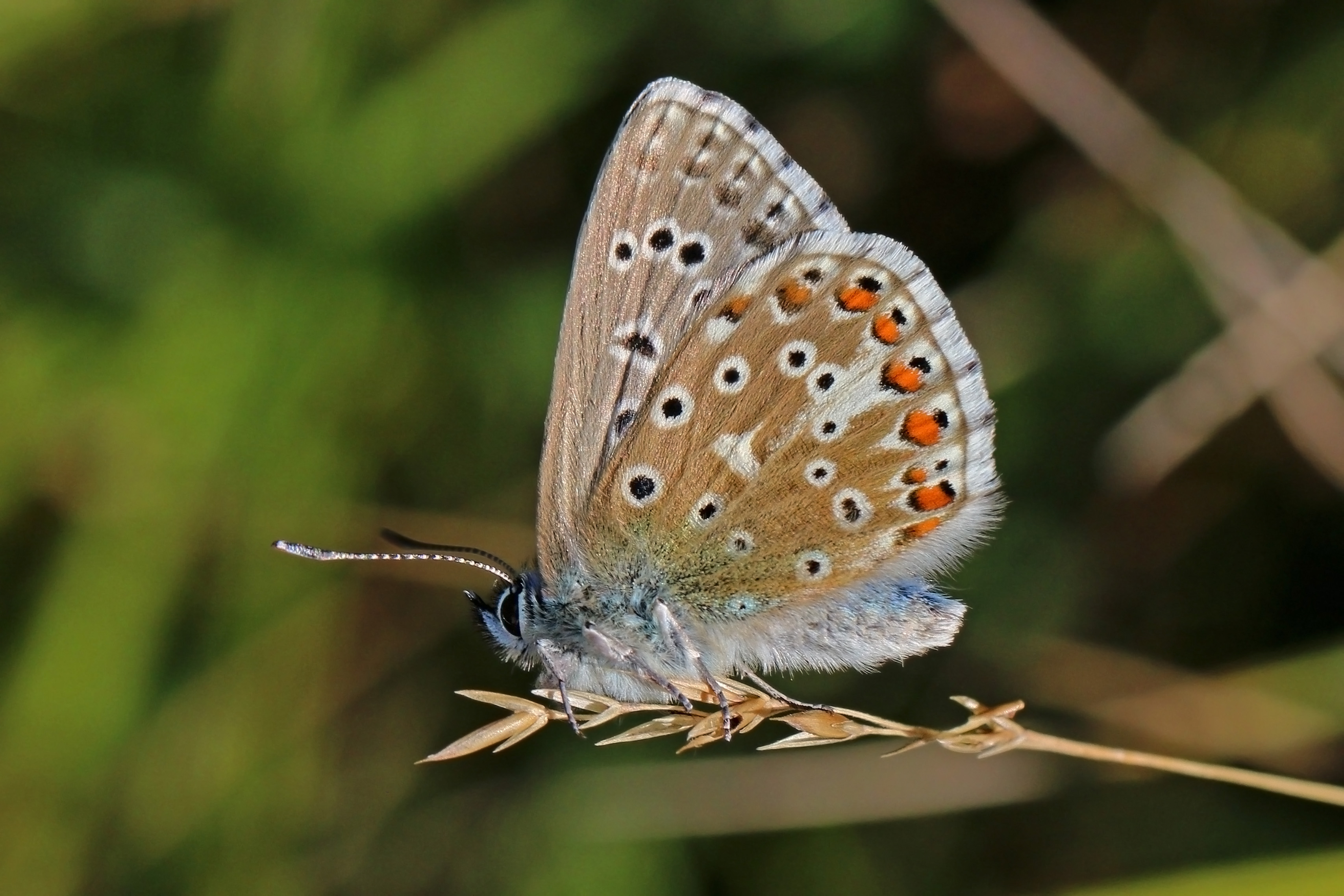
Самець знизу